# Conservatives at Work
Die Conservatives at Work (früher Conservative Trade Unionists) sind ein britischer Verein von Gewerkschaftern, die der Conservative Party angehören. Dies geschieht ungeachtet der Tatsache, dass die konservative Partei traditionell als Partei der Besserverdienenden gilt. Zusätzlich sind viele Gewerkschaften im Trades Union Congress organisiert, der ein Mitbegründer der Labour Party ist. Die Mitgliederzahl der „Conservatives at Work“ liegt weit unter der der CDA in Deutschland.
Der Vorsitzende von 1978 bis 1980 war der jetzige Abgeordnete Peter Bottomley, gefolgt von Spencer Battiste. Später war der Vorsitzende John Bowis.